# Schima sinensis
Schima sinensis là một loài thực vật có hoa trong họ Theaceae. Loài này được (Hemsl. & E.H. Wilson) Airy Shaw miêu tả khoa học đầu tiên năm 1936.